# ATC kód S02
ATC kód S02 Otologika je hlavní terapeutická skupina anatomické skupiny S. Smyslové orgány.

## S02B Kortikosteroidy

### S02BA Kortikosteroidy
S02BA Kortikosteroidy

## S02C Kortikosteroidy a antiinfektiva v kombinaci

### S02CA Kortikosteroidy a antiinfektiva v kombinaci
S02CA03 Hydrokortizon a antiinfektiva v kombinaci

## S02D Jiná otologika

### S02DA Analgetika a anestetika
S02DA30 Kombinace (phenazon a lidokain)

## Poznámka
- Registrované léčivé přípravky na území České republiky.
- Informační zdroj: Státní ústav pro kontrolu léčiv, Všeobecná zdravotní pojišťovna.